# Täckvingar

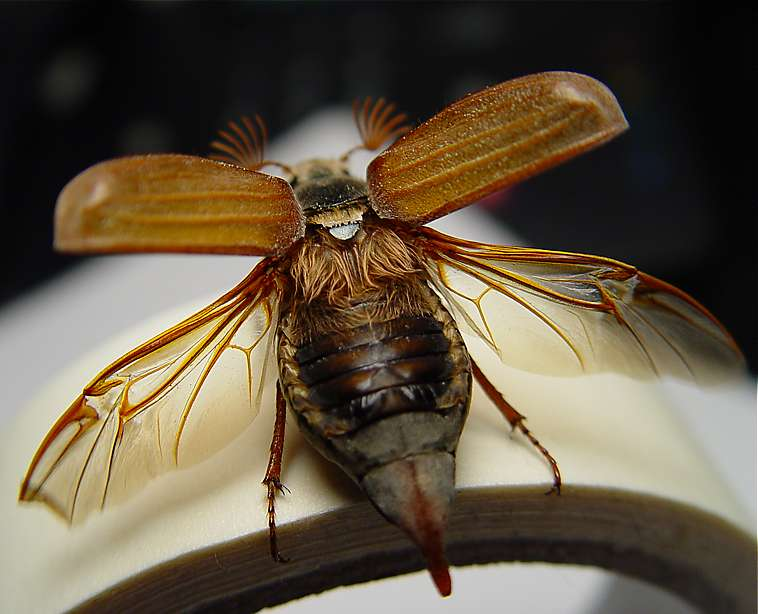
En skalbagge beredd till flykt, både de hårda främre täckvingarna och de bakre flygvingarna är utfällda.

Täckvingar är hos insekter förtjockade framvingar som ligger över och skyddar bakvingarna och ofta även bakkroppen. Särskilt bland skalbaggar förekommer mycket hårda täckvingar (kallade elytra, singular elytron) som fungerar som sköldar och skyddar skalbaggens känsliga flygvingar och bakkropp från skador. Täckvingar hos skalbaggar används inte för flygning. 
Många skinnbaggar har täckvingarna som bara är delvis förtjockade (kallade hemelytra, singular hemelytron), närmast basen, medan den yttersta delen på vingen är membranös.